# 宋邦英
宋邦英（1762年—？），清朝政治人物，湖北漢陽府漢川縣人。
乾隆五十八年（1793年）進士，在刑部學習行走，授刑部主事，升員外郎。嘉庆十八年（1813年）保送河南道監察御史，次年掌雲南道。嘉庆二十二年（1817年），外放廣西潯州府知府。